# Копосиха (Сокольский район)
Копосиха — деревня в Сокольском районе Вологодской области на реке Бохтюга.
Входит в состав Нестеровского сельского поселения, с точки зрения административно-территориального деления — в Нестеровский сельсовет.
Расстояние по автодороге до районного центра Сокола — 39,5 км, до центра муниципального образования Нестерова — 8,5 км. Ближайшие населённые пункты — Сониха, Исаево, Медведево, Решетниково.
По переписи 2002 года население — 9 человек.